# مانوئل گوتیرس
مانوئل گوتیرس (اسپانیایی: Manuel Gutiérrez‎؛ زادهٔ ۸ آوریل ۱۹۲۰ - درگذشته نامشخص) بازیکن فوتبال اهل مکزیک بود.
از باشگاه‌هایی که در آن بازی کرده‌است می‌توان به باشگاه فوتبال آمریکا اشاره کرد.
وی همچنین در تیم ملی فوتبال مکزیک بازی کرده‌است.